# Batalla de Maciejowice
La Batalla de Maciejowice (en polaco, Bitwa pod Maciejowicami) se libró el 10 de octubre de 1794 en Maciejowice, entre Polonia y el Imperio ruso.
Los polacos fueron conducidos por Tadeusz Kościuszko. Kościuszko, con 6.200 hombres, planeaba prevenir la vinculación de los dos grandes ejércitos rusos, 12.000 de Iwan Fersen y 12.500 de Aleksandr Suvórov. Como Poniński pidió el apoyo de Adán Poniński (que tenía 4.000 soldados) demasiado tarde, este no pudo llegar al campo de batalla a tiempo. Los rusos salieron victoriosos, y Kościuszko fue herido y luego capturado.

## Galería
|                                                                  |
| Bitwa pod Maciejowicami, Aleksander Orłowski (perspectiva rusa). |

|                                                                    |
| Bitwa pod Maciejowicami, Aleksander Orłowski (perspectiva polaca). |

|                                                                                     |
| Bitwa pod Maciejowicami, por Jan Bogumił Plersch. Kościuszko cae herido en batalla. |

|                          |
| Bitwa pod Maciejowicami. |

|                                                  |
| Kościuszko pod Maciejowicami, Jan Piotr Norblin. |

|                                                         |
| Monumento en Maciejowice de 1974, por Macieja Krysiaka. |